# 2008 في تركيا

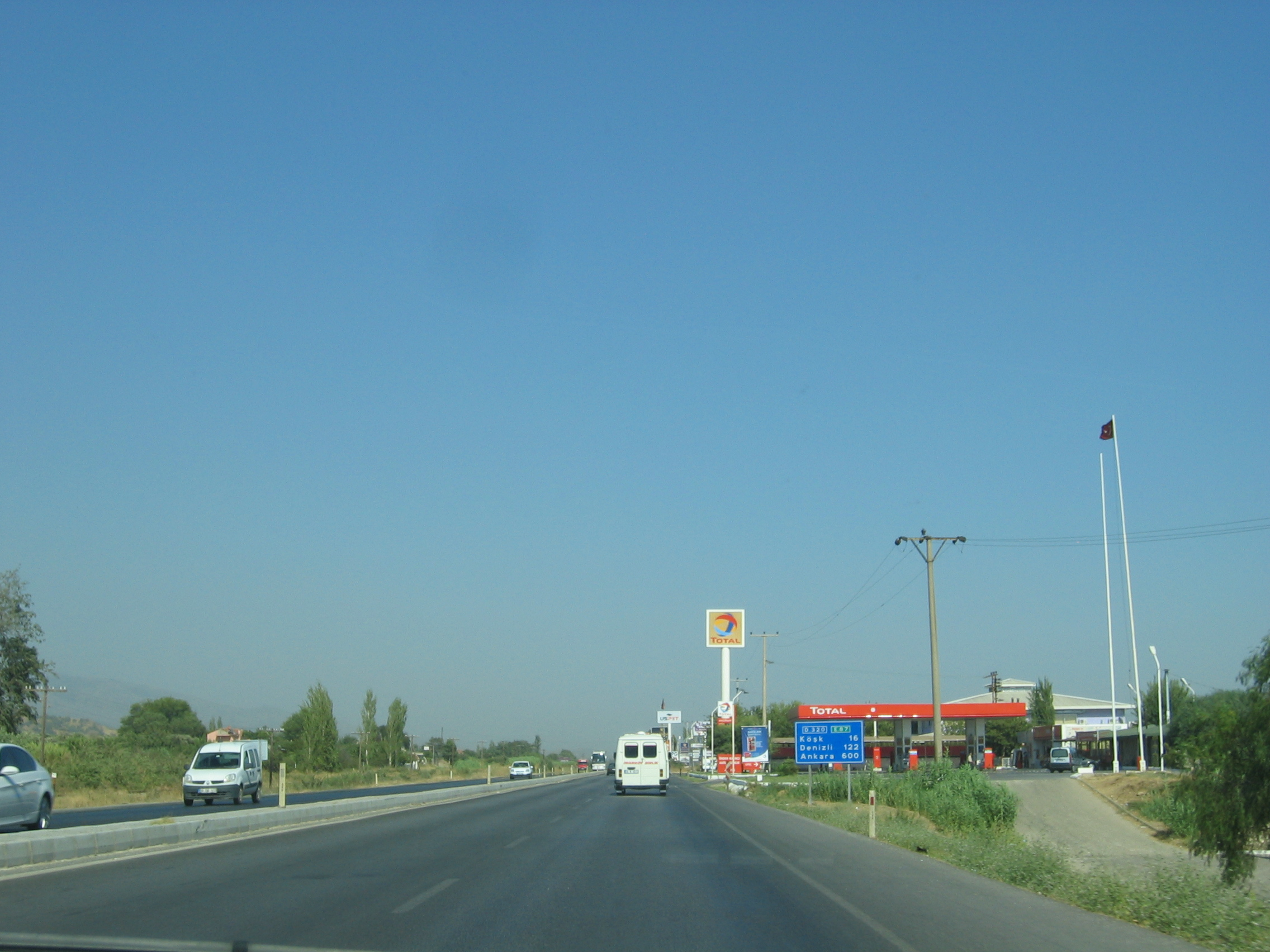
لا يزال هناك 600 كم إلى أنقرة

فيما يلي قوائم الأحداث التي وقعت خلال عام 2008 في تركيا.

## رياضة
- 11 مايو – جائزة تركيا الكبرى 2008 الفائز فيليبي ماسا.

## ظهور
- 1 يناير – الأناضول جت

## أفلام
من الأفلام التي صدرت هذه السنة في تركيا:
- 1 يناير – الجمهورية العثمانية من إخراج جاني موجدي  [لغات أخرى]‏.
- 1 يناير – لغتان وحقيبة سفر من إخراج Orhan Eskiköy [الإنجليزية]‏، Özgür Doğan [الإنجليزية]‏.

## برامج ومسلسلات وأنمي
- عاصي
- سيلا
- ويبقى الحب
- الصفوف الخلفية
- العشق الممنوع
- الأوراق المتساقطة
- ياسمين
- لحظة وداع
- دقات قلب

## وفيات

### يونيو
- 7 يونيو – عائشة تليرماك (مواليد 1956) ممثلة تركية.